# Alexejew I-211
Als Alexejew I-211 (russisch Алексеев И-211) wird ein einsitziges, sowjetisches Langstrecken-Abfangjagdflugzeug mit zwei Strahltriebwerken bezeichnet.

## Entwicklung
Im Juni 1946, unmittelbar nach Rückverlagerung und Aufteilung des OKB Lawotschkin auf drei Werke im Jahre 1945, nahm der bisherige Stellvertreter des Generalkonstrukteurs Semjon Michailowitsch Alexejew, der bereits großen Anteil an der La-5 und La-7 hatte und bei der Konstruktion an der La-15 schon Erfahrungen beim Bau von Strahlflugzeugen gesammelt hatte, ab Juni 1946 eigene Entwicklungsarbeiten in seinem neuen OKB-21 auf.
Die Projektierung der I-211 begann im Juli 1946. Nach der Bestätigung des Projekts entstanden in Gorki ab Ende des Jahres der erste von anfangs drei bestellten Prototypen sowie eine Bruchzelle für statische Untersuchungen. Die Bodentests begannen im Juli 1947. Der Erstflug sollte am 10. Juli erfolgen, was sich aber verzögerte. Erst im Herbst desselben Jahres wurde er von A. A. Popow und A. A. Jefremow durchgeführt und problemlos absolviert. Die weitere Erprobung wurde durch die unzuverlässig arbeitenden Triebwerke beeinträchtigt. Beim sechsten Flug geriet ein Fahrwerksbein der I-211 nach der Landung auf dem unbefestigten Platz in ein Bodenloch und brach ab. Die Flüge wurden danach eingestellt.
Wegen der mangelnden Leistung und Zuverlässigkeit der TR-1-Triebwerke wurde die havarierte Maschine während der Reparaturarbeiten auf RD-500-Triebwerke (ein unlizenzierter Nachbau des Rolls-Royce-Derwent-Triebwerks) umgerüstet und flog als Alexejew I-215 am 18. April 1948. Eine Serienfertigung wurde indes nicht beschlossen, beide Maschinen blieben Versuchsmuster. Auch eine mit zwei Kolbenmotoren ASch-83 ausgerüstete I-211 sowie die I-211S mit Pfeilflügeln blieben nur Projekte.

## Konstruktion und Bewaffnung
Die I-211 besaß eine Ganzmetallzelle in Schalenbauweise mit Druckkabine und kreisförmigen Rumpfquerschnitt. Am Heck befanden sich zwei viereckige Luftbremsklappen, die verhindern sollten, dass das Flugzeug beim Sturzflug die Schallmauer durchbrach. Sie aktivierten sich selbständig bei kritischen Fluggeschwindigkeiten, konnten jedoch auch vom Piloten manuell betätigt werden. In der Bugspitze befand sich ein starker Scheinwerfer, der zur optischen Zielsuche und zur Landehilfe bei Nacht vorgesehen war. Im Austausch konnte ein Radargerät eingebaut werden. Ebenfalls im Rumpf befanden sich drei Kraftstoffbehälter mit einem Gesamtvolumen von 2000 Litern.
Der Tragflügel hatte einen trapezförmigen Umriss sowie ein vom ZAGI entworfenes Laminarprofil. Es waren Vorflügel an der Vorderkante vorhanden, die beim Start um 20° und bei der Landung um 45° ausfuhren. Zwei abwerfbare Kraftstoffzusatzbehälter mit je 250 Litern konnten extern mitgeführt werden.
Als Triebwerk wurde das neuentwickelte Ljulka AL-1 (TR-1) verwendet. Aufgrund der großzügigen Auslegung konnten aber auch RD-45-Triebwerke Verwendung finden. Für eine Aufklärungsvariante war der Einbau von Reihenbildkameras vorgesehen.
Als Bewaffnung waren zwei Varianten vorgesehen, die innerhalb kurzer Zeit miteinander austauschbar waren. Die erste Version umfasste drei zwischen Druckkabine und Bugradschacht eingebaute N-37-Kanonen mit je 30 Schuss oder vier bis sechs 23-mm-Kanonen.
Die zweite umfasste je zwei Kanonen von 57- bzw. 75-mm-Kaliber. Insgesamt konnte eine Waffen- oder Kamerazuladung von bis zu einer Tonne mitgeführt werden.

## Technische Daten
| Kenngröße             | Daten |
| --------------------- | --- |
| Besatzung             | 1 |
| Länge                 | 11,45 m |
| Spannweite            | 12,25 m |
| Höhe                  | 4,32 m |
| Flügelfläche          | 25,00 m² |
| Flügelstreckung       | 6,0 |
| Leermasse             | 4.360 kg |
| Startmasse            | normal 6.650 kg maximal 7.450 kg |
| Triebwerke            | zwei Ljulka TR-1A |
| Leistung              | je 14,7 kN |
| Höchstgeschwindigkeit | 880 km/h in 8.000 m Höhe 950 km/h in 4.000 m Höhe 935 km/h in Bodennähe                                                                                       |
| Marschgeschwindigkeit | 760 km/h |
| Flugdauer             | maximal 2 h mit abwerfbaren Zusatzbehältern bis zu 3 h |
| Steigleistung         | 3 min auf 5.000 m |
| Dienstgipfelhöhe      | 13.600 m |
| Reichweite            | normal 1.550 km maximal 1.800 km |
| Bewaffnung            | drei 37-mm-MK um den Bugradschacht angeordnet vier bis sechs 23-mm-MK oder zwei 57-mm-MK bzw. 75-mm-MK diverse Raketen sowie Waffenzuladungen bis zu 1.000 kg |